# Eublemma therma
Eublemma therma là một loài bướm đêm trong họ Erebidae.